# Alpaslan
Alpaslan ist ein türkischer männlicher Vorname und Familienname. Er hat die Bedeutungen „Der mutige Löwe“, „Der tapfere Löwe“ oder „Der heldenhafte Löwe“. Der Name ist eine gebräuchlichere Variante von Alparslan.
Alpaslan ist ein typischer zweistämmiger männlicher türkischer Name. Er setzt sich aus dem türkischen Wort Alp, das mehrere Bedeutungen wie „Held“, „Krieger“, „Der Mutige“ haben kann, und dem türkischen Wort Aslan zusammen, welches die Bedeutung „Löwe“ hat.

## Namensträger

### Historische Zeit
- Alp Arslan (1030–1072), Sultan der Groß-Seldschuken von 1063 bis 1072 und Feldherr

### Vorname
- Alpaslan Agüzüm (* 1977), deutsch-türkischer Boxer
- Alparslan Arslan (1977–2023), türkischer Rechtsanwalt und Sprengstoff- sowie Pistolenattentäter
- Alparslan Babaoglu-Marx (* 1964), türkischstämmiger deutscher Kabarettist
- Alpaslan Eradlı (* 1948), türkischer Fußballspieler und -trainer
- Alparslan Erdem (* 1988), türkischer Fußballspieler
- Alpaslan Kartal (* 1977), türkischer Fußballspieler
- Alpaslan Öztürk (* 1993), belgisch-türkischer Fußballspieler
- Alparslan Türkeş (1917–1997), türkischer Militär und Politiker
- Alparslan Yenal (* 1935), türkischer Politikwissenschaftler

### Familienname
- Fatih Alpaslan (* 2000), türkischer Kugelstoßer
- Tevfik Alpaslan (* 1926), türkischer Luftwaffenoffizier
- Yaşar Alpaslan (1914–1995), türkischer Fußballspieler